# Chrysosoma niveoapicale
Chrysosoma niveoapicale är en tvåvingeart som beskrevs av Frey 1924. Chrysosoma niveoapicale ingår i släktet Chrysosoma och familjen styltflugor. Inga underarter finns listade i Catalogue of Life.